# Millac
Millac – miejscowość i gmina we Francji, w regionie Nowa Akwitania, w departamencie Vienne.
Według danych na rok 1990 gminę zamieszkiwało 579 osób, a gęstość zaludnienia wynosiła 14 osób/km² (wśród 1467 gmin regionu Poitou-Charentes, Millac plasuje się na 503. miejscu pod względem liczby ludności, natomiast pod względem powierzchni na miejscu 71.).